# Jean Gougoltz
Charles Jean Gougoltz, né le 26 mars 1875 à Cannes et mort le 8 janvier 1917 à Paris 17e, est un coureur cycliste suisse. Jean Gougoltz est l'une des premières stars du cyclisme suisse. Il participe à de nombreuses courses sur route et sur piste à l'échelle internationale. Le magazine allemand Sport-Album der Rad-Welt le décrit comme un "coureur polyvalent".

## Biographie
Jean Gougoltz est le fils de Henri Louis Charles Gougoltz, maitre d'hôtel, et d'Adèle Louise Sieber des Suisses vivants à Cannes,. Enfant, une nounou anglaise s'occupe de lui, c'est pourquoi il parle couramment l'anglais. Avant de devenir coureur cycliste professionnel, il travaille dans l'hôtel de son oncle Georges Gougoltz à Cannes. 
En 1893, Louis Cottereau de passage à Cannes, le remarque et lui prodigue des conseils. 
En 1895, à Bordeaux, il se mesure contre George Banker et fait une belle course. La même année, il devient champion de France de vitesse sur piste,, devant Paul Bourillon et Ludovic Morin. À deux reprises, il détient le record du kilomètre départ lancé. Le 1er août 1895, à Buffalo, il bat le record du kilomètre départ lancé en 1 m. 15 s. et 4/5,.
Il remporte deux fois, en 1896 et 1897, le Grand Prix d'Angers de vitesse. En 1898, il remporte le Grand Prix de l'U.V.I. de la fédération italienne de cyclisme. La même année, il court à New York et en Floride en tandem avec Dominique Lamberjack où on les surnomme les démons rouges. En juin 1897, il court avec Mademoiselle Serpolette en tandem mixte, course organisée par l'Artistic-Cycle-Club à Buffalo.
En 1900, il devient champion de Suisse de vitesse. Il participe aux Jeux olympiques d'été de 1900 dans les épreuves pour les professionnels, de vitesse, de vitesse en tandem, avec Mathieu Cordang, de la course aux points et de la course à handicap de 3 km.
Jean Gougoltz prend le départ de huit courses de six jours, en 1900, il termine troisième à New York avec César Simar. Ce sont les deux premiers européens à monter sur le podium lors d'une course américaine de six jours. En 1901, Jean Gougoltz effectue ses premiers pas dans Paris-Roubaix, mais il ne finit que 18e à cause d'une fringale, et également dans Paris-Brest-Paris.
En 1902, il passe au demi-fond, managé par Édouard Taylor. En juin, il bat le record des 200 km sur piste avec entraîneur derrière motos. Il participe au Bol d'Or et termine sixième.
En 1903, il remporte la course des huit jours de Paris devant Lucien Petit-Breton, une compétition qui consiste à courir huit heures par jour pendant huit jours,,.
L'un de ses amis est le coureur cycliste gallois Jimmy Michael et quand celui-ci meurt d'un accident vasculaire cérébral dû à l'alcool lors d'une traversée vers New York, le 21 novembre 1904, Gougoltz empêche que son corps soit jeté à la mer et le fait transporter à ses frais jusqu'a New York,,.
En 1905, il devient stayer professionnel. En mai, Il gagne une course sur 1 heure à Buffalo parcourant 67,110 km,. Il partage la victoire avec Achille Germain dans le Grand Prix du Conseil Général à Nantes le 6 mai 1906.
Il est considéré comme quelqu'un de drôle mais d'instable, buveur de whisky et fumeur de pipe, flambeur qui ne peut pas garder l'argent gagné. Le Sport-Album der Rad-Welt dit de Gougoltz : "Malheureusement, il était parfois si joyeux qu'après un tel effort, son corps résistait à donner le meilleur de lui-même sur le vélodrome, et c'est probablement à cause de cela que sa forme générale n'était pas cohérente. Surtout après de grands succès, il échouait parfois, même si sa forme pouvait être qualifiée de brillante».
Après sa carrière, il devient chauffeur de maître. En novembre 1913, il a un accident de voiture qui coûte la vie à Pierre Letellier,,.
Il meurt à Paris 17è des suites d’une congestion pulmonaire, le 8 janvier 1917.

## Vie privée

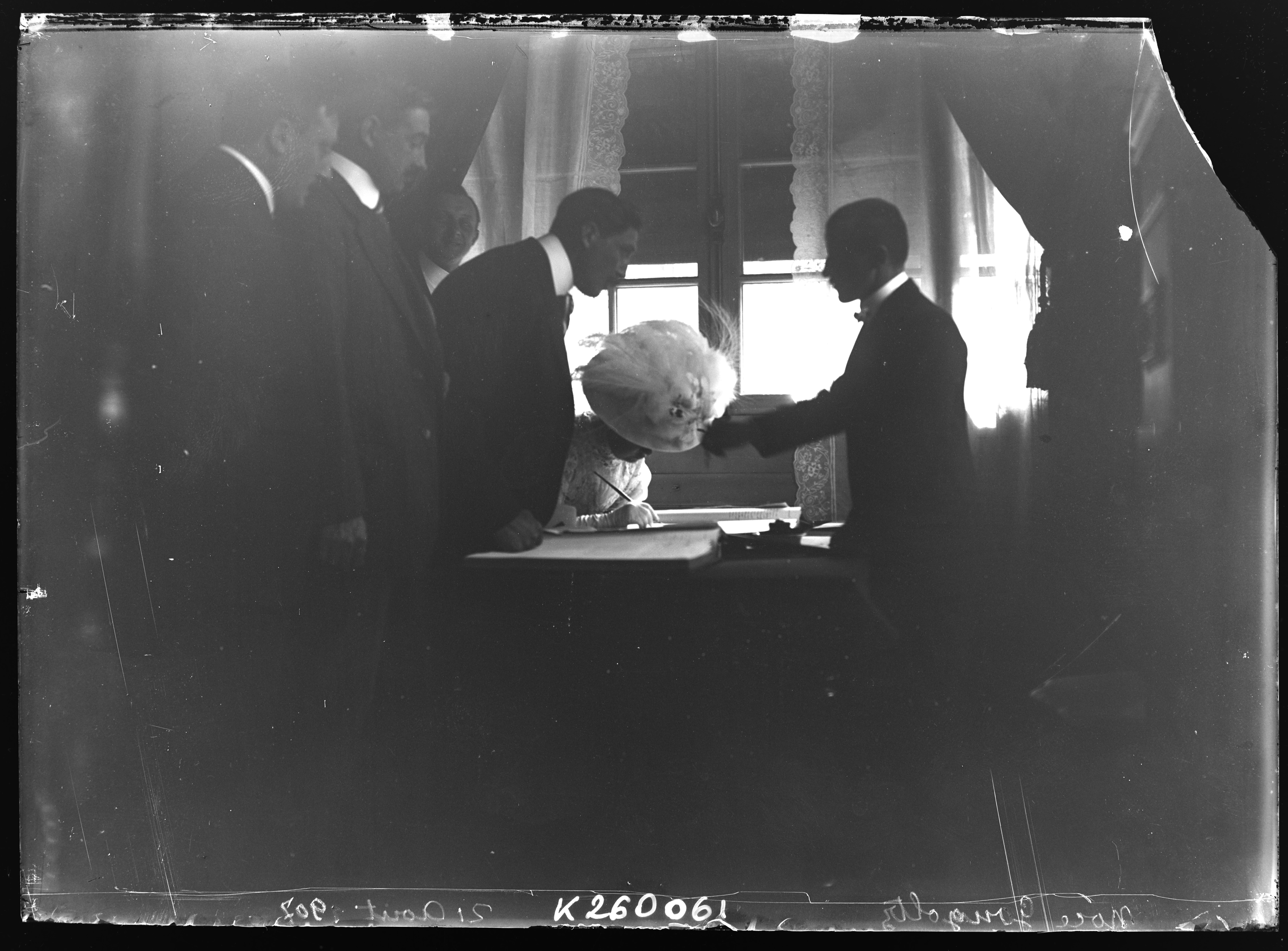
Photographie du mariage de Jean et Louise Angèle Gougoltz à la mairie du.

Il se marie le 21 août 1907 à la mairie du 17e arrondissement de Paris avec Louise Angèle, dite Marcelle, Holzem (1872-1911),. Robert Coquelle et Paul Bourotte sont ses témoins. Elle décède avant lui.

## Palmarès sur piste

### Championnat national
- Champion de France de vitesse professionnel : 1895[5]
- Champion de Suisse de vitesse : 1900[5]
- Champion de Suisse de demi-fond : 1905[5]

### Grand Prix
- Grand Prix d'Angers : 1896, 1897[27]
- Grand Prix de l'U.V.I : 1898
- 2e du Grand Prix de Reims : 1897
- Grand Prix de Nancy : 1900[5]
- Grand Prix de Cholet : 1900[5], 1901[28]
- Grand Prix d'Amiens :1901[5]
- Grand Prix de Saumur : 1901[5]
- Grand Prix de la ville de Nice : 1901[29]
- 2e du Grand Prix de Cologne de demi-fond : 1903[30]
- Prix du Conseil Général à Vincennes : 1904[5]

### Six Jours
- New York : 1900 (3e avec Simar[9]), 1901 (abandon avec Simar[31]), 1902 (abandon avec Karl Käser[32]), 1903 (10e avec Frans Krebs[33]), 1904 (6e avec Petit-Breton[34])
- Boston : 1902 (4e avec Simar[35], déclassés 6e[36])
- Philadelphie : 1902 (4e avec Lester Wilson[37])

## Palmarès sur route
- Vainqueur du championnat des Alpes-Maritimes en 1892 et 1894[38]
- Paris-Roubaix 1901 (18e)[39]
- Bordeaux-Paris 1901 (abandon)
- Paris-Brest-Paris 1901 (abandon)

## Guidon Gougoltz
Le guidon utilisé par Gougoltz préfigure les cintres de course actuels, on parle de guidon (à la) Gougoltz,.

## Écrits
- Jean Gougoltz, « Le bugdet (sic) d'un stayer », La Vie au grand air, no 553,‎ 5 décembre 1908, p. 407 (lire en ligne, consulté le 20 février 2023).

## Hommage
Un prix Gouglotz